# Skolithos

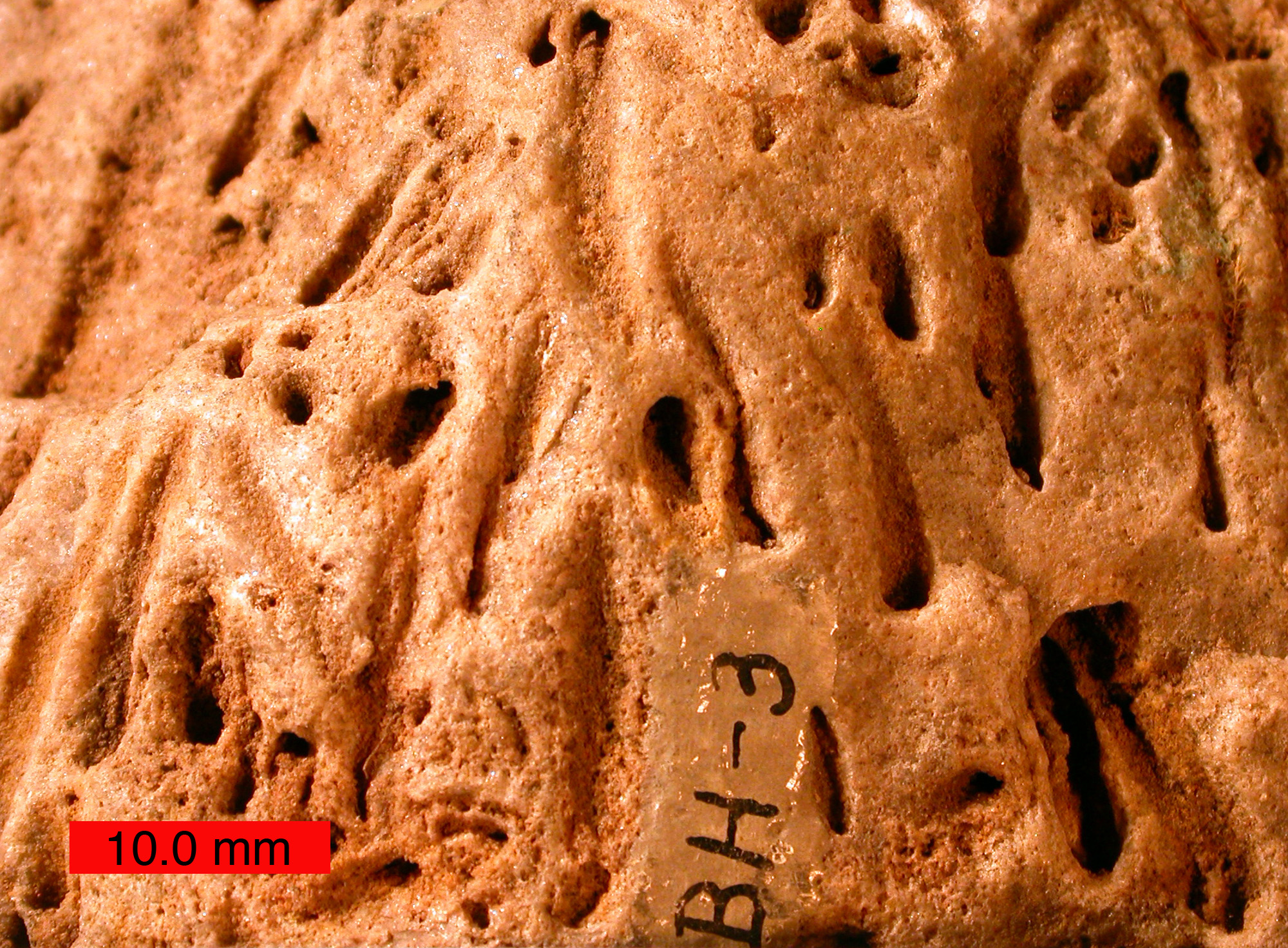
Skolithos.

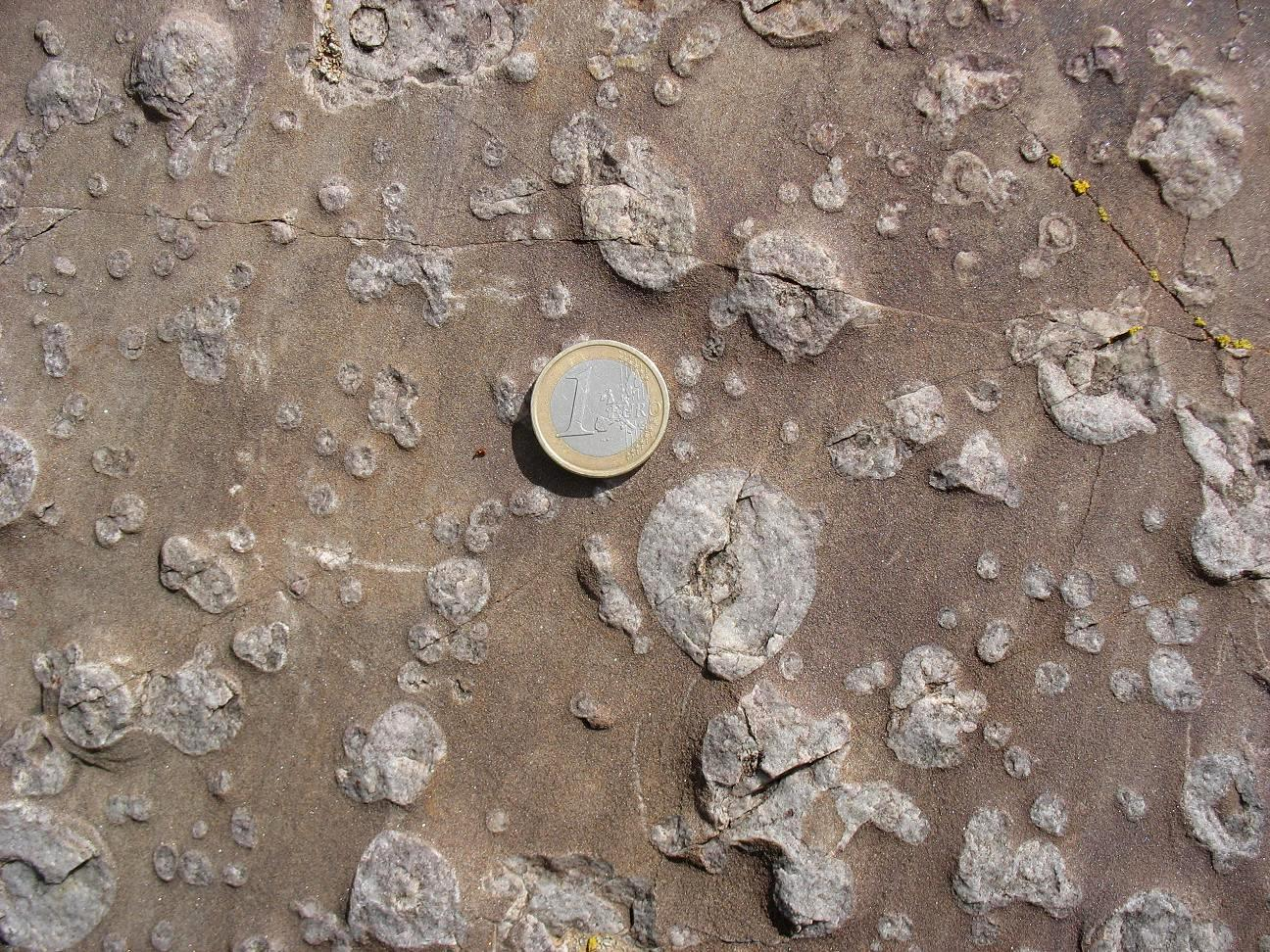
Skolithos del Ordovícico. Vista superior.

Skolithos es un icnogénero fósil de distribución mundial muy abundante en rocas paleozoicas, aunque se han documentado en sedimentos más recientes. El icnofósil está formado por galerías verticales y da nombre a la icnofacies Skolithos, donde se encuentra asociada a otros icnofósiles como Ophiomorpha, Diplocraterion y Monocraterion. Se cree que los organismos que excavaron estas estructuras eran anélidos o foronídeos.